# Lijst van gemeentelijke monumenten in Maastricht, Jekerkwartier
De buurt Jekerkwartier in de wijk Maastricht-Centrum in Maastricht heeft 212 panden/objecten die als gemeentelijke monumenten zijn beschreven in 170 regels (monumentnummers).
| Object | Bouwjaar                                                               | Architect                                                               | Locatie                                                          | Coördinaten                   | Nr.                   | Afbeelding                                                                              |
| --- | ---------------------------------------------------------------------- | ----------------------------------------------------------------------- | ---------------------------------------------------------------- | ----------------------------- | --------------------- | --------------------------------------------------------------------------------------- |
| Jan van Eyck Academie                                                                                      | 1958, 1965 (uitbreiding zuidzijde)                                     | Frits Peutz                                                             | Academieplein 1                                                  | 50° 50' 44" NB, 5° 41' 12" OL | 0935/983              | Meer afbeeldingen                                                                       |
| Voormalig bijgebouw van wijnhuis Hollman                                                                   |                                                                        |                                                                         | Achter de Molens 1a                                              | 50° 50' 47" NB, 5° 41' 25" OL | 0935/988              | Meer afbeeldingen                                                                       |
| Woonhuis met trap- en lijstgevel in eclectische stijl                                                      | circa 1900                                                             |                                                                         | Achter de Molens 5a t/m 5f                                       | 50° 50' 47" NB, 5° 41' 25" OL | 0935/990 [dode link]  | Meer afbeeldingen                                                                       |
| Telefooncentrale (inclusief trafo)                                                                         | 1933                                                                   | J. Crouwel                                                              | Achter de Oude Minderbroeders 1                                  | 50° 50' 46" NB, 5° 41' 38" OL | 0935/992 [dode link]  | Meer afbeeldingen                                                                       |
| Voormalig wachthuis, nu bergplaats                                                                         |                                                                        |                                                                         | Achter de Oude Minderbroeders 3                                  | 50° 50' 46" NB, 5° 41' 37" OL | 0935/995              | Meer afbeeldingen                                                                       |
| Huis met lijstgevel                                                                                        | 1850                                                                   |                                                                         | Achter de Oude Minderbroeders 4                                  | 50° 50' 46" NB, 5° 41' 38" OL | 0935/3595             | Meer afbeeldingen                                                                       |
| Huis met lijstgevel                                                                                        | 1850                                                                   |                                                                         | Achter de Oude Minderbroeders 8                                  | 50° 50' 46" NB, 5° 41' 38" OL | 0935/3594             | Meer afbeeldingen                                                                       |
| Tussenwoning met magazijn                                                                                  | 1908                                                                   |                                                                         | Achter de Oude Minderbroeders 10                                 | 50° 50' 46" NB, 5° 41' 38" OL | 0935/3593             | Meer afbeeldingen                                                                       |
| Woonhuis met lijstgevel                                                                                    | 1907                                                                   |                                                                         | Achter de Oude Minderbroeders 18                                 | 50° 50' 46" NB, 5° 41' 36" OL | 0935/993              | Meer afbeeldingen                                                                       |
| Woonhuis/smidse                                                                                            | 1907 (voorgevel)                                                       |                                                                         | Achter de Oude Minderbroeders 20                                 | 50° 50' 46" NB, 5° 41' 35" OL | 0935/994              | Meer afbeeldingen                                                                       |
| Hertenpark en Aldenhofpark                                                                                 | 1920                                                                   | Lieven Pierre Rosseels & Lieven Gustave Rosseels                        | Aldenhofpark                                                     | 50° 50' 38" NB, 5° 41' 6" OL  | 0935/1009             | Meer afbeeldingen                                                                       |
| Dubbel woonhuis in chaletstijl                                                                             | 1915                                                                   |                                                                         | Aldenhofpark 1 a01-1a04 en Tongerseweg 7ab                       | 50° 50' 41" NB, 5° 40' 59" OL | 0935/2116 [dode link] | Dubbel woonhuis in chaletstijl                                                          |
| Stadsvilla 'Cornelia'                                                                                      | 1929                                                                   | Jos. Jessen                                                             | Aldenhofpark 2ab                                                 | 50° 50' 40" NB, 5° 40' 60" OL | 0935/1002             | Meer afbeeldingen                                                                       |
| Stadsvilla met twee woningen onder 1 kap                                                                   | 1927                                                                   | Alphons Boosten                                                         | Aldenhofpark 3-4                                                 | 50° 50' 40" NB, 5° 40' 60" OL | 0935/1003             | Stadsvilla met twee woningen onder 1 kap                                                |
| Dubbele villa 'Geermonde' en 'Stad en Lande'                                                               | 1926                                                                   | V. Marres & W. Sandhövel                                                | Aldenhofpark 32-34                                               | 50° 50' 39" NB, 5° 40' 56" OL | 0935/1004             | Dubbele villa 'Geermonde' en 'Stad en Lande'                                            |
| Stadsvilla in traditionalistische stijl                                                                    | 1925                                                                   |                                                                         | Aldenhofpark 6                                                   | 50° 50' 38" NB, 5° 41' 0" OL  | 0935/1008             | Meer afbeeldingen                                                                       |
| Dubbel woonhuis in expressionistische stijl                                                                | 1926                                                                   | Alphons Boosten                                                         | Aldenhofpark 36 en Tongerseplein 17                              | 50° 50' 39" NB, 5° 40' 56" OL | 0935/1006             | Dubbel woonhuis in expressionistische stijl                                             |
| Beeld van drie kinderen die een vierkante bloemenschaal torsen                                             | 1950                                                                   | Frans Gast                                                              | Begijnenstraat (Faliezusterspark)                                | 50° 50' 42" NB, 5° 41' 39" OL | 0935/1299             | Meer afbeeldingen                                                                       |
| Faliezusterspark                                                                                           | 1906                                                                   | Willem Sprenger                                                         | Begijnenstraat / Vijfkoppen                                      | 50° 50' 43" NB, 5° 41' 38" OL | 0935/1300             | Meer afbeeldingen                                                                       |
| Woonhuis in neorenaissancestijl                                                                            | circa 1880                                                             |                                                                         | Begijnenstraat 25                                                | 50° 50' 43" NB, 5° 41' 33" OL | 0935/1115             | Meer afbeeldingen                                                                       |
| Woonhuis met eclectische voorgevel                                                                         | 1885                                                                   |                                                                         | Cortenstraat 1, 1abcd                                            | 50° 50' 49" NB, 5° 41' 33" OL | 0935/1283             | Meer afbeeldingen                                                                       |
| Granieten zwerfkei uit het kanton Wallis                                                                   | 1977                                                                   |                                                                         | De Boompjes                                                      | 50° 50' 45" NB, 5° 41' 44" OL | 0935/3588             | Meer afbeeldingen                                                                       |
| Groep van vijf kwartsstenen zwerfkeien en twee vrijstaande keien                                           |                                                                        |                                                                         | De Bosquetplein                                                  | 50° 50' 42" NB, 5° 41' 18" OL | 0935/1293             | Meer afbeeldingen                                                                       |
| Rectorswoning van het Nieuwenhofcomplex                                                                    | 1935                                                                   |                                                                         | De Bosquetplein 1                                                | 50° 50' 41" NB, 5° 41' 18" OL | 0935/1290             | Meer afbeeldingen                                                                       |
| Dubbele woning                                                                                             | 1942                                                                   |                                                                         | De Bosquetplein 9ab                                              | 50° 50' 42" NB, 5° 41' 18" OL | 0935/1292             | Meer afbeeldingen                                                                       |
| Bronzen beeld van een ezel                                                                                 | 1976                                                                   | Gertrud Januszewski                                                     | Ezelmarkt, bij Looiersgracht                                     | 50° 50' 45" NB, 5° 41' 16" OL | 0935/1298             | Meer afbeeldingen                                                                       |
| Woonhuis met lijstgevel en hardstenen benedenpui                                                           | circa 1800                                                             |                                                                         | Ezelmarkt 3                                                      | 50° 50' 47" NB, 5° 41' 16" OL | 0935/1296             | Meer afbeeldingen                                                                       |
| Woonhuis                                                                                                   | 2e helft van de 19e eeuw                                               |                                                                         | Ezelmarkt 5                                                      | 50° 50' 46" NB, 5° 41' 16" OL | 0935/1297             | Meer afbeeldingen                                                                       |
| Winkel-woonhuis met voorgevel in Nieuw Historiserende stijl                                                |                                                                        |                                                                         | Graanmarkt 2                                                     | 50° 50' 49" NB, 5° 41' 40" OL | 0935/1317             | Meer afbeeldingen                                                                       |
| Monument van Fons Olterdissen                                                                              | 1961                                                                   | Willem Hofhuizen                                                        | Grote Looiersstraat                                              | 50° 50' 42" NB, 5° 41' 20" OL | 0935/1351             | Meer afbeeldingen                                                                       |
| Een dubbele rij lindebomen markeren de oorspronkelijke stroom van de middelste Jekertak                    | 1848                                                                   |                                                                         | Grote Looiersstraat                                              | 50° 50' 43" NB, 5° 41' 23" OL | 0935/1353             | Een dubbele rij lindebomen markeren de oorspronkelijke stroom van de middelste Jekertak |
| Beeldenzuil 'Levensvreugd'                                                                                 | 1956                                                                   | Willem Hofhuizen                                                        | Grote Looiersstraat                                              | 50° 50' 44" NB, 5° 41' 25" OL | 0935/1352             | Meer afbeeldingen                                                                       |
| Woonhuis met eclectische lijstgevel                                                                        | 1911                                                                   |                                                                         | Grote Looiersstraat 12                                           | 50° 50' 44" NB, 5° 41' 24" OL | 0935/1347             | Meer afbeeldingen                                                                       |
| Koetshuis met bovenwoningen                                                                                |                                                                        |                                                                         | Grote Looiersstraat 13abc                                        | 50° 50' 43" NB, 5° 41' 25" OL | 0935/1348             | Meer afbeeldingen                                                                       |
| Schoorsteen van vermicellifabriek van Bauduin                                                              | 1857                                                                   |                                                                         | achter Grote Looiersstraat 22                                    | 50° 50' 44" NB, 5° 41' 22" OL | 0935/1350             | Meer afbeeldingen                                                                       |
| Tuinmuur                                                                                                   |                                                                        |                                                                         | Heksenstraat 1                                                   | 50° 50' 41" NB, 5° 41' 14" OL | 0935/1386 [dode link] | Meer afbeeldingen                                                                       |
| Tuin van het Natuurhistorisch Museum; Heemtuinen De Wever en Mien Ruys                                     | Jaren '40/'50 van de 20e eeuw                                          | Mien Ruis                                                               | Bonnefantenstraat, bij 5                                         | 50° 50' 43" NB, 5° 41' 15" OL | 0935/1291             | Meer afbeeldingen                                                                       |
| Tandradwiel, afkomstig van de molen van Dolk                                                               | 1956 (sloop molen)                                                     |                                                                         | Bonnefantenstraat, bij 15; in de kloostertuin van de jezuïeten   | 50° 50' 41" NB, 5° 41' 12" OL | 0935/2095             | Meer afbeeldingen                                                                       |
| Conservatorium                                                                                             | 1963                                                                   | P.H. Dingemans                                                          | Bonnefantenstraat 15                                             | 50° 50' 41" NB, 5° 41' 14" OL | 0935/1131             | Meer afbeeldingen                                                                       |
| Henri Hermansmonument                                                                                      | 1948                                                                   | Charles Vos                                                             | Henri Hermanspark                                                | 50° 50' 37" NB, 5° 41' 28" OL | 0935/1394             | Meer afbeeldingen                                                                       |
| Henri Hermanspark & Monseigneur Nolenspark in Engelse landschapsstijl                                      | 1877                                                                   | Lieven Pierre Rosseels                                                  | Henri Hermanspark & Mgr. Nolenspark in Engelse landschapsstijl   | 50° 50' 38" NB, 5° 41' 35" OL | 0935/1393             | Henri Hermanspark & Monseigneur Nolenspark in Engelse landschapsstijl                   |
| Transformatorhuisje                                                                                        | circa 1930                                                             |                                                                         | Henri Hermanspark tegenover nr 2                                 | 50° 50' 36" NB, 5° 41' 28" OL | 0935/1395             | Meer afbeeldingen                                                                       |
| Hoekhuis                                                                                                   | einde van de 19e eeuw                                                  |                                                                         | Het Bat 21                                                       | 50° 50' 49" NB, 5° 41' 40" OL | 0935/1477             | Meer afbeeldingen                                                                       |
| Twee winkel-woonhuizen                                                                                     | vroege 20e eeuw                                                        |                                                                         | Het Bat 23 en 24                                                 | 50° 50' 49" NB, 5° 41' 40" OL | 0935/1478             | Twee winkel-woonhuizen                                                                  |
| Achterhuis van Sint Bernardusstraat 10                                                                     | 18e eeuw                                                               |                                                                         | Hondertmarck 8                                                   | 50° 50' 48" NB, 5° 41' 37" OL | 0935/1854             | Meer afbeeldingen                                                                       |
| Voormalig achterhuis van een pand aan de Tongersestraat                                                    |                                                                        |                                                                         | Kakeberg 6                                                       | 50° 50' 46" NB, 5° 41' 13" OL | 0935/1539             | Meer afbeeldingen                                                                       |
| Poortdoorgang naar binnenplaats                                                                            | 19e eeuw                                                               |                                                                         | Kakeberg bij 20, achter Tongersestraat 35                        | 50° 50' 45" NB, 5° 41' 11" OL | 0935/1540             | Poortdoorgang naar binnenplaats                                                         |
| Woonhuis in historiserende stijl                                                                           | 1957                                                                   | J. Huysmans                                                             | Kapoenstraat 30abcd                                              | 50° 50' 48" NB, 5° 41' 25" OL | 0935/1544             | Meer afbeeldingen                                                                       |
| Achterbouw met restanten van vakwerkconstructie                                                            |                                                                        |                                                                         | achter Kleine Looiersstraat 4                                    | 50° 50' 43" NB, 5° 41' 26" OL | 0935/1606             | Upload foto                                                                             |
| Achterhuis                                                                                                 |                                                                        |                                                                         | achter Kleine Looiersstraat 6, 6abc                              | 50° 50' 43" NB, 5° 41' 26" OL | 0935/1607             | Upload foto                                                                             |
| Voormalig pakhuis                                                                                          | 1876                                                                   |                                                                         | Kleine Looiersstraat 16                                          | 50° 50' 43" NB, 5° 41' 28" OL | 0935/1603             | Meer afbeeldingen                                                                       |
| Woonhuis                                                                                                   |                                                                        |                                                                         | Kleine Looiersstraat 19                                          | 50° 50' 44" NB, 5° 41' 28" OL | 0935/3592 [dode link] | Meer afbeeldingen                                                                       |
| Woonhuis met lijstgevel                                                                                    | circa 1850                                                             |                                                                         | Kleine Looiersstraat 31                                          | 50° 50' 43" NB, 5° 41' 30" OL | 0935/1605             | Meer afbeeldingen                                                                       |
| Café-woonhuis                                                                                              | 18e eeuw (kern en voorgevel)                                           |                                                                         | Koestraat 15, 15ab                                               | 50° 50' 48" NB, 5° 41' 34" OL | 0935/1615             | Meer afbeeldingen                                                                       |
| Woonhuis met lijstgevel en winkelpui                                                                       | 18e eeuw (lijstgevel) , 1922 (winkelpui)                               |                                                                         | Koestraat 19-21                                                  | 50° 50' 48" NB, 5° 41' 34" OL | 0935/1616             | Meer afbeeldingen                                                                       |
| Voormalig achterhuis                                                                                       | vóór 1800 (kern)                                                       |                                                                         | Lang Grachtje 2                                                  | 50° 50' 44" NB, 5° 41' 32" OL | 0935/1648             | Meer afbeeldingen                                                                       |
| Stadswoning                                                                                                |                                                                        |                                                                         | Lang Grachtje 8                                                  | 50° 50' 44" NB, 5° 41' 30" OL | 0935/1649             | Meer afbeeldingen                                                                       |
| Achterhuis                                                                                                 | 18e eeuw                                                               |                                                                         | achter Lenculenstraat 9, 9abcd                                   | 50° 50' 48" NB, 5° 41' 23" OL | 0935/1661             | Upload foto                                                                             |
| Woonhuis met lijstgevel                                                                                    | 1871 (bovenpui)                                                        |                                                                         | Lenculenstraat 11                                                | 50° 50' 48" NB, 5° 41' 22" OL | 0935/1657             | Meer afbeeldingen                                                                       |
| Voormalige rectorswoning van het R.K. Weeshuis met topgevel                                                | 1910                                                                   |                                                                         | Lenculenstraat 25                                                | 50° 50' 48" NB, 5° 41' 19" OL | 0935/1659             | Meer afbeeldingen                                                                       |
| Twee herenhuizen                                                                                           | midden jaren 1930                                                      |                                                                         | Looiersgracht 8-10                                               | 50° 50' 44" NB, 5° 41' 17" OL | 0935/1663 [dode link] | Twee herenhuizen                                                                        |
| Dubbel woonhuis in expressionistische stijl                                                                | 1913                                                                   |                                                                         | Looiersgracht 15-17abc                                           | 50° 50' 43" NB, 5° 41' 19" OL | 0935/1664             | Dubbel woonhuis in expressionistische stijl                                             |
| Hoekhuis en aansluitende tussenwoning met lijstgevel                                                       |                                                                        |                                                                         | Looiersgracht 19-21                                              | 50° 50' 42" NB, 5° 41' 19" OL | 0935/1666             | Hoekhuis en aansluitende tussenwoning met lijstgevel                                    |
| Dubbel woonhuis                                                                                            |                                                                        |                                                                         | Maastrichter Heidenstraat 2a, 2a01-2a03-4, 4ab                   | 50° 50' 48" NB, 5° 41' 31" OL | 0935/1698             | Dubbel woonhuis                                                                         |
| Café-woonhuis in nieuw historiserende stijl                                                                | 1903 (voorgevel)                                                       |                                                                         | Maastrichter Heidenstraat 3a-d                                   | 50° 50' 48" NB, 5° 41' 31" OL | 0935/1699             | Meer afbeeldingen                                                                       |
| Café annex woonhuis                                                                                        | circa 1910 (voorgevel)                                                 |                                                                         | Maastrichter Heidenstraat 7ac                                    | 50° 50' 47" NB, 5° 41' 32" OL | 0935/1701             | Meer afbeeldingen                                                                       |
| Achterhuis                                                                                                 |                                                                        |                                                                         | Nieuwenhofstraat 2a-2h; achter Nieuwenhofstraat 5-7              | 50° 50' 40" NB, 5° 41' 23" OL | 0935/3590 [dode link] | Meer afbeeldingen                                                                       |
| Beeld van Faunus                                                                                           | 1981                                                                   | Arthur Spronken                                                         | Onze Lieve Vrouwewal bij ingang parkeergarage                    | 50° 50' 49" NB, 5° 41' 43" OL | 0935/1777             | Meer afbeeldingen                                                                       |
| Woonhuis met voorgevel in eclectische stijl                                                                | 1907                                                                   |                                                                         | Onze Lieve Vrouwewal 13                                          | 50° 50' 45" NB, 5° 41' 41" OL | 0935/1776             | Meer afbeeldingen                                                                       |
| Stadspark                                                                                                  | 1836 (Engelse landschapstuin), 1837 (uitbreiding)                      | Mathieu Hermans (uitbreiding)                                           | Onze Lieve Vrouwewal, Maasboulevard, Sint Pieterskade            | 50° 50' 41" NB, 5° 41' 46" OL | 0935/1774             | Meer afbeeldingen                                                                       |
| Zeven kanonnen                                                                                             | 17e eeuw                                                               |                                                                         | Onze Lieve Vrouwewal,rondeel Haet en Nyt, rondeel De Vijf Koppen | 50° 50' 41" NB, 5° 41' 42" OL | 0935/1775             | Meer afbeeldingen                                                                       |
| Jekermuren en -kades                                                                                       |                                                                        |                                                                         | Prins Bisschopsingel – Maasboulevard                             | 50° 50' 46" NB, 5° 41' 18" OL | 0935/1821             | Jekermuren en -kades                                                                    |
| Jekerloop                                                                                                  |                                                                        |                                                                         | Prins Bisschopsingel – Maasboulevard                             | 50° 50' 38" NB, 5° 41' 18" OL | 0935/1822             | Jekerloop                                                                               |
| Voormalig kantoorgebouw PLEM                                                                               | 1932 (kantoorgebouw), jaren 1950 (oostelijke vleugel)                  | J.D. Postma                                                             | Prins Bisschopsingel 2-4 en Sint Pieterskade 8                   | 50° 50' 35" NB, 5° 41' 43" OL | 0935/1820             | Meer afbeeldingen                                                                       |
| Villa met Chaletstijl-achtige invloeden                                                                    | 1908                                                                   |                                                                         | Prins Bisschopsingel 12                                          | 50° 50' 34" NB, 5° 41' 35" OL | 0935/1818             | Meer afbeeldingen                                                                       |
| Voormalig weeshuis, gebouwd in traditionalistische stijl                                                   | 1911                                                                   |                                                                         | Prins Bisschopsingel 22                                          | 50° 50' 32" NB, 5° 41' 25" OL | 0935/1819             | Meer afbeeldingen                                                                       |
| Villa in Nieuw Historiserende stijl                                                                        | 1916                                                                   |                                                                         | Prins Hessen Casselstraat 15                                     | 50° 50' 35" NB, 5° 41' 39" OL | 0935/1823             | Meer afbeeldingen                                                                       |
| Woonhuis in art-nouveau-stijl                                                                              | 1901                                                                   |                                                                         | Prins Hessen Casselstraat 2                                      | 50° 50' 36" NB, 5° 41' 36" OL | 0935/1824             | Meer afbeeldingen                                                                       |
| Dubbel woonhuis in eclectische stijl                                                                       | 1904                                                                   |                                                                         | Prins Hessen Casselstraat 4-6                                    | 50° 50' 36" NB, 5° 41' 36" OL | 0935/1825             | Dubbel woonhuis in eclectische stijl                                                    |
| Voormalige grutmolen, nu woonhuis                                                                          |                                                                        |                                                                         | Ridderstraat 1, 1a                                               | 50° 50' 47" NB, 5° 41' 35" OL | 0935/1840             | Meer afbeeldingen                                                                       |
| Achterbouw                                                                                                 | 2e helft van de 19e eeuw                                               |                                                                         | achter Sint Bernardusstraat 1b                                   | 50° 50' 49" NB, 5° 41' 40" OL | 0935/1855             | Upload foto                                                                             |
| Beeldje van H. Bernardus van Clairvaux                                                                     | 1946                                                                   | Rob Stultiens                                                           | Sint Bernardusstraat 2 -hoek Onze Lieve Vrouweplein              | 50° 50' 49" NB, 5° 41' 39" OL | 0935/1856             | Meer afbeeldingen                                                                       |
| Woonhuis met eclectische voorgevel                                                                         | 1905                                                                   |                                                                         | Sint Bernardusstraat 4ab                                         | 50° 50' 49" NB, 5° 41' 39" OL | 0935/1863             | Meer afbeeldingen                                                                       |
| Poort |                                                                        |                                                                         | Sint Bernardusstraat bij 7                                       | 50° 50' 48" NB, 5° 41' 39" OL | 0935/1865             | Poort                                                                                   |
| Woonhuis                                                                                                   | circa 1850 (voorgevel)                                                 |                                                                         | Sint Bernardusstraat 20                                          | 50° 50' 47" NB, 5° 41' 39" OL | 0935/1857             | Meer afbeeldingen                                                                       |
| Woonhuis met lijstgevel                                                                                    | 19e eeuw                                                               |                                                                         | Sint Bernardusstraat 22                                          | 50° 50' 47" NB, 5° 41' 39" OL | 0935/1858             | Meer afbeeldingen                                                                       |
| Woonhuis met gestucte lijstgevel                                                                           | late 19e eeuw (gevel)                                                  |                                                                         | Sint Bernardusstraat 29                                          | 50° 50' 45" NB, 5° 41' 40" OL | 0935/1859             | Meer afbeeldingen                                                                       |
| Dubbel woonhuis met eclectische voorgevel                                                                  | late 19e eeuw (gevel)                                                  |                                                                         | Sint Bernardusstraat 33-35                                       | 50° 50' 45" NB, 5° 41' 40" OL | 0935/1860             | Meer afbeeldingen                                                                       |
| Huis met lijstgevel                                                                                        | 1907                                                                   |                                                                         | Sint Bernardusstraat 37a-d                                       | 50° 50' 45" NB, 5° 41' 40" OL | 0935/1862             | Meer afbeeldingen                                                                       |
| Hardstenen trappartij als opgang naar de Onze Lieve Vrouwewal                                              | circa 1910                                                             |                                                                         | naast Sint Bernardusstraat 37                                    | 50° 50' 44" NB, 5° 41' 41" OL | 0935/1864             | Meer afbeeldingen                                                                       |
| Woonhuis in eclectische stijl                                                                              | 1890                                                                   |                                                                         | Sint Hubertuslaan 1-3                                            | 50° 50' 34" NB, 5° 41' 25" OL | 0935/1867             | Meer afbeeldingen                                                                       |
| Woonhuis in eclectische stijl                                                                              | 1891                                                                   |                                                                         | Sint Hubertuslaan 5, 5a t/m e                                    | 50° 50' 34" NB, 5° 41' 25" OL | 0935/1875             | Meer afbeeldingen                                                                       |
| Woonhuis in eclectische stijl                                                                              | 1891                                                                   |                                                                         | Sint Hubertuslaan 7                                              | 50° 50' 33" NB, 5° 41' 25" OL | 0935/1876             | Meer afbeeldingen                                                                       |
| Woonhuis in eclectische stijl                                                                              | circa 1890                                                             |                                                                         | Sint Hubertuslaan 9                                              | 50° 50' 33" NB, 5° 41' 24" OL | 0935/1877             | Meer afbeeldingen                                                                       |
| Woonhuis in eclectische stijl                                                                              | 1892                                                                   |                                                                         | Sint Hubertuslaan 11                                             | 50° 50' 33" NB, 5° 41' 24" OL | 0935/1868             | Meer afbeeldingen                                                                       |
| Schildwachthuisje van Tapijnkazerne                                                                        | 1916-1919                                                              |                                                                         | Sint Hubertuslaan bij nr 12                                      | 50° 50' 31" NB, 5° 41' 20" OL | 0935/3867             | Meer afbeeldingen                                                                       |
| Dubbel woonhuis in eclectische stijl                                                                       | 1892                                                                   |                                                                         | Sint Hubertuslaan 13-15                                          | 50° 50' 33" NB, 5° 41' 24" OL | 0935/1869             | Dubbel woonhuis in eclectische stijl                                                    |
| Woonhuis in eclectische stijl                                                                              | 1893                                                                   |                                                                         | Sint Hubertuslaan 17                                             | 50° 50' 32" NB, 5° 41' 23" OL | 0935/1871             | Meer afbeeldingen                                                                       |
| Woonhuis in eclectische stijl                                                                              | circa 1893                                                             |                                                                         | Sint Hubertuslaan 19                                             | 50° 50' 32" NB, 5° 41' 23" OL | 0935/1872             | Meer afbeeldingen                                                                       |
| Herenhuis in eclectische stijl                                                                             | circa 1895                                                             |                                                                         | Sint Hubertuslaan 21, 21a                                        | 50° 50' 32" NB, 5° 41' 23" OL | 0935/1873             | Meer afbeeldingen                                                                       |
| Dubbel woonhuis in eclectische stijl                                                                       | 1908                                                                   |                                                                         | Sint Lambertuslaan 4a en 4b                                      | 50° 50' 34" NB, 5° 41' 30" OL | 0935/1886             | Dubbel woonhuis in eclectische stijl                                                    |
| Drie herenhuizen in eclectische stijl                                                                      | 1905                                                                   |                                                                         | Sint Pieterskade 1, 1ab, 2 en 3                                  | 50° 50' 37" NB, 5° 41' 42" OL | 0935/1921             | Drie herenhuizen in eclectische stijl                                                   |
| Woonhuis in eclectische stijl                                                                              | circa 1905                                                             |                                                                         | Sint Pieterskade 4                                               | 50° 50' 37" NB, 5° 41' 42" OL | 0935/1924             | Meer afbeeldingen                                                                       |
| Woonhuis in eclectische stijl                                                                              | circa 1905                                                             |                                                                         | Sint Pieterskade 5                                               | 50° 50' 36" NB, 5° 41' 43" OL | 0935/1925             | Meer afbeeldingen                                                                       |
| Woonhuis in eclectische stijl                                                                              | circa 1905                                                             |                                                                         | Sint Pieterskade 6, 6bc                                          | 50° 50' 36" NB, 5° 41' 43" OL | 0935/1926             | Meer afbeeldingen                                                                       |
| Woonhuis in neogotische stijl                                                                              | 1888                                                                   |                                                                         | Sint Pieterskade 7                                               | 50° 50' 36" NB, 5° 41' 43" OL | 0935/1927             | Meer afbeeldingen                                                                       |
| Woonhuis met laatnegentiende-eeuwse stucgevel in eclectische stijl                                         | laat 19e eeuw (gevel)                                                  |                                                                         | Sint Pieterstraat 8, 8abc                                        | 50° 50' 45" NB, 5° 41' 32" OL | 0935/1937             | Meer afbeeldingen                                                                       |
| Winkel-woonhuis in eclectische stijl                                                                       | 1901                                                                   |                                                                         | Sint Pieterstraat 13 / Begijnstraat 27b                          | 50° 50' 43" NB, 5° 41' 33" OL | 0935/1116             | Meer afbeeldingen                                                                       |
| Achterhuis                                                                                                 | vóór 1823                                                              |                                                                         | Sint Pieterstraat 21 achterhuis                                  | 50° 50' 42" NB, 5° 41' 33" OL | 0935/1930             | Meer afbeeldingen                                                                       |
| Winkel-woonhuis in eclectische stijl                                                                       | 1911 (voorgevel)                                                       |                                                                         | Sint Pieterstraat 30                                             | 50° 50' 44" NB, 5° 41' 32" OL | 0935/1931             | Meer afbeeldingen                                                                       |
| Winkel-woonhuis in eclectische stijl                                                                       | 1911 (voorgevel)                                                       |                                                                         | Sint Pieterstraat 32-34 noord                                    | 50° 50' 44" NB, 5° 41' 32" OL | 0935/1932             | Meer afbeeldingen                                                                       |
| Winkel-woonhuis met lijstgevel                                                                             | 1931                                                                   |                                                                         | Sint Pieterstraat 32-34 zuid                                     | 50° 50' 44" NB, 5° 41' 32" OL | 0935/1933             | Meer afbeeldingen                                                                       |
| Stadsklok                                                                                                  | 1905                                                                   |                                                                         | Sint Pieterstraat 37                                             | 50° 50' 40" NB, 5° 41' 29" OL | 0935/1934             | Meer afbeeldingen                                                                       |
| Winkel/Woonhuis in eclecticistische stijl                                                                  | 1913                                                                   |                                                                         | Sint Pieterstraat 60a-d, Kleine Looierstraat 22a-d               | 50° 50' 41" NB, 5° 41' 30" OL | 0935/1604             | Meer afbeeldingen                                                                       |
| Woonhuis                                                                                                   | 1888                                                                   |                                                                         | Sint Pieterstraat 74                                             | 50° 50' 40" NB, 5° 41' 27" OL | 0935/1936             | Meer afbeeldingen                                                                       |
| Huisje | 17e eeuw                                                               |                                                                         | Tafelstraat 1a                                                   | 50° 50' 45" NB, 5° 41' 30" OL | 0935/2071             | Meer afbeeldingen                                                                       |
| Dubbel woonhuis                                                                                            | 17e eeuw (kern)                                                        |                                                                         | Tafelstraat 5-7                                                  | 50° 50' 45" NB, 5° 41' 29" OL | 0935/2075 [dode link] | Dubbel woonhuis                                                                         |
| Huis | 17e eeuw (kern)                                                        |                                                                         | Tafelstraat 6, 6a                                                | 50° 50' 46" NB, 5° 41' 30" OL | 0935/2074             | Meer afbeeldingen                                                                       |
| Woonvleugel met lijstgevel                                                                                 | vóór 1823                                                              |                                                                         | Tafelstraat 11bcd                                                | 50° 50' 45" NB, 5° 41' 28" OL | 0935/2070             | Meer afbeeldingen                                                                       |
| Woonhuis met lijstgevel                                                                                    |                                                                        |                                                                         | Tafelstraat 20, 20a                                              | 50° 50' 46" NB, 5° 41' 27" OL | 0935/2072             | Meer afbeeldingen                                                                       |
| Hekwerken en pylonen rond de Tapijnkazerne                                                                 | 1916-1919                                                              |                                                                         | Tapijnkazerne                                                    | 50° 50' 32" NB, 5° 41' 10" OL | 0935/3874             | Meer afbeeldingen                                                                       |
| Oude Kantine van Tapijnkazerne                                                                             | 1916-1919                                                              |                                                                         | Tapijnkazerne 4                                                  | 50° 50' 32" NB, 5° 41' 15" OL | 0935/3868             | Meer afbeeldingen                                                                       |
| Twee hardstenen trappen aan de zuidzijde van de Oude Kantine                                               | 1916-1919                                                              |                                                                         | Tapijnkazerne bij 4                                              | 50° 50' 31" NB, 5° 41' 15" OL | 0935/3873             | Twee hardstenen trappen aan de zuidzijde van de Oude Kantine                            |
| Latrinegebouw van Tapijnkazerne                                                                            | 1916-1919                                                              |                                                                         | Tapijnkazerne 5                                                  | 50° 50' 33" NB, 5° 41' 14" OL | 0935/3869             | Meer afbeeldingen                                                                       |
| Logiesgebouwen van Tapijnkazerne (Paviljoen I, II en III)                                                  | 1916-1919                                                              |                                                                         | Tapijnkazerne 6-11-14                                            | 50° 50' 34" NB, 5° 41' 11" OL | 0935/3870             | Logiesgebouwen van Tapijnkazerne (Paviljoen I, II en III)                               |
| Nieuwe manschappenkantine van Tapijnkazerne                                                                | 1954-1955                                                              | P. de Ruiter                                                            | Tapijnkazerne 21                                                 | 50° 50' 37" NB, 5° 41' 11" OL | 0935/3871             | Meer afbeeldingen                                                                       |
| Les- en legeringsgebouwen van Tapijnkazerne                                                                | 1953                                                                   | P. de Ruiter                                                            | Tapijnkazerne 23                                                 | 50° 50' 36" NB, 5° 41' 17" OL | 0935/3872             | Meer afbeeldingen                                                                       |
| Beeld 'De ontmoeting tussen oost en west'                                                                  | 1969                                                                   | Fons Bemelmans                                                          | Tongerseplein                                                    | 50° 50' 41" NB, 5° 40' 53" OL | 0935/3567             | Meer afbeeldingen                                                                       |
| St. Servaasbeeld                                                                                           | 1959                                                                   | Sjef Eijmael                                                            | Tongersestraat en Kakeberg                                       | 50° 50' 45" NB, 5° 41' 10" OL | 0935/2101             | Meer afbeeldingen                                                                       |
| Muurschildering ‘Waakzaamheid tegen schending van mensenrechten’                                           | 1988                                                                   | Roland Topor (ontwerp); A. Bruining, A. van Dam en J. Prop (uitvoering) | Tongersestraat en Kakeberg                                       | 50° 50' 45" NB, 5° 41' 10" OL | 0935/2103             | Meer afbeeldingen                                                                       |
| Muur met urinoir en twee gemeentelijke aanplakborden                                                       | circa 1910-1920                                                        |                                                                         | Tongersestraat tussen nr 33 en 35                                | 50° 50' 46" NB, 5° 41' 10" OL | 0935/2102             | Meer afbeeldingen                                                                       |
| Woonhuis                                                                                                   |                                                                        |                                                                         | Tongersestraat 49 west                                           | 50° 50' 44" NB, 5° 41' 8" OL  | 0935/2093             | Woonhuis                                                                                |
| Voormalige theologische faculteit jezuïeten (Canisianum), nu faculteit Universiteit Maastricht             | 1938                                                                   | A. Swinkels                                                             | Tongersestraat 53                                                | 50° 50' 42" NB, 5° 41' 5" OL  | 0935/2094             | Meer afbeeldingen                                                                       |
| Kloostertuin jezuïeten (Canisianum) op Tongersekat met twee kruithuizen                                    | 17e eeuw (Tongersekat), 17e en 18e eeuw (kruithuizen), 20e eeuw (tuin) |                                                                         | achter Tongersestraat 53                                         | 50° 50' 40" NB, 5° 41' 5" OL  | 0935/2104             | Meer afbeeldingen                                                                       |
| Woonhuis in eclectische stijl                                                                              | 1913                                                                   |                                                                         | Tongerseweg 9abc                                                 | 50° 50' 41" NB, 5° 40' 58" OL | 0935/2118             | Meer afbeeldingen                                                                       |
| Woonhuis in eclectische stijl                                                                              | 1915                                                                   |                                                                         | Tongerseweg 11                                                   | 50° 50' 41" NB, 5° 40' 58" OL | 0935/2105             | Meer afbeeldingen                                                                       |
| Woonhuis in eclectische stijl                                                                              | 1915                                                                   |                                                                         | Tongerseweg 13                                                   | 50° 50' 41" NB, 5° 40' 58" OL | 0935/2106             | Meer afbeeldingen                                                                       |
| Woonhuis met poortdoorgang in eclectische stijl                                                            | 1912                                                                   |                                                                         | Tongerseweg 15bc                                                 | 50° 50' 41" NB, 5° 40' 57" OL | 0935/2107             | Meer afbeeldingen                                                                       |
| Woonhuis in eclectische stijl                                                                              | 1912                                                                   |                                                                         | Tongerseweg 17abc                                                | 50° 50' 41" NB, 5° 40' 57" OL | 0935/2108             | Meer afbeeldingen                                                                       |
| Woonhuis in eclectische stijl                                                                              | 1912                                                                   |                                                                         | Tongerseweg 19a-d                                                | 50° 50' 41" NB, 5° 40' 57" OL | 0935/2109             | Meer afbeeldingen                                                                       |
| Blok van vier woonhuizen, oorspronkelijk zuivelfabriek                                                     | 1909 (fabriek), 1916 en 1931 (ombouw tot woningen)                     |                                                                         | Tongerseweg 21ab, 23, 23b, 25 en Tongerseplein 19ab, 20 en 20a   | 50° 50' 41" NB, 5° 40' 56" OL | 0935/2089             | Meer afbeeldingen                                                                       |
| Woonhuis in eclectische stijl                                                                              | 1906                                                                   |                                                                         | Van Heylerhofflaan 1                                             | 50° 50' 38" NB, 5° 41' 42" OL | 0935/2149             | Meer afbeeldingen                                                                       |
| Twee woonhuizen in eclectische stijl                                                                       | 1906                                                                   |                                                                         | Van Heylerhofflaan 2-3                                           | 50° 50' 38" NB, 5° 41' 41" OL | 0935/2159             | Twee woonhuizen in eclectische stijl                                                    |
| Woonhuis in eclectische stijl                                                                              | 1905                                                                   |                                                                         | Van Heylerhofflaan 4                                             | 50° 50' 38" NB, 5° 41' 41" OL | 0935/2161             | Meer afbeeldingen                                                                       |
| Woonhuis in neoclassicistische stijl                                                                       | 1906                                                                   |                                                                         | Van Heylerhofflaan 5                                             | 50° 50' 37" NB, 5° 41' 40" OL | 0935/2162             | Meer afbeeldingen                                                                       |
| Blok van drie woonhuizen in eclectische stijl                                                              | 1887                                                                   |                                                                         | Van Heylerhofflaan 6-7-8                                         | 50° 50' 37" NB, 5° 41' 39" OL | 0935/2163             | Blok van drie woonhuizen in eclectische stijl                                           |
| Woonhuis in eclectische stijl                                                                              | 1887                                                                   |                                                                         | Van Heylerhofflaan 9                                             | 50° 50' 37" NB, 5° 41' 39" OL | 0935/2166             | Meer afbeeldingen                                                                       |
| Woonhuis in eclectische stijl                                                                              | circa 1887                                                             |                                                                         | Van Heylerhofflaan 10                                            | 50° 50' 37" NB, 5° 41' 38" OL | 0935/2150             | Meer afbeeldingen                                                                       |
| Woonhuis in eclectische stijl                                                                              | 1901                                                                   |                                                                         | Van Heylerhofflaan 11                                            | 50° 50' 36" NB, 5° 41' 36" OL | 0935/2151             | Meer afbeeldingen                                                                       |
| Woonhuis in eclectische stijl                                                                              | circa 1900                                                             |                                                                         | Van Heylerhofflaan 12                                            | 50° 50' 36" NB, 5° 41' 36" OL | 0935/2152             | Meer afbeeldingen                                                                       |
| Dubbel woonhuis                                                                                            | circa 1900                                                             |                                                                         | Van Heylerhofflaan 13-14                                         | 50° 50' 36" NB, 5° 41' 35" OL | 0935/2153             | Dubbel woonhuis                                                                         |
| Woonhuis in eclectische stijl                                                                              | circa 1905                                                             |                                                                         | Van Heylerhofflaan 15                                            | 50° 50' 36" NB, 5° 41' 34" OL | 0935/2155             | Meer afbeeldingen                                                                       |
| Woonhuis in eclectische stijl                                                                              | 1905                                                                   |                                                                         | Van Heylerhofflaan 16                                            | 50° 50' 36" NB, 5° 41' 34" OL | 0935/2156             | Meer afbeeldingen                                                                       |
| Woonhuis in eclectische stijl                                                                              | 1905                                                                   |                                                                         | Van Heylerhofflaan 17                                            | 50° 50' 36" NB, 5° 41' 34" OL | 0935/2157             | Meer afbeeldingen                                                                       |
| Woonhuis met art-nouveau-kenmerken                                                                         | 1907                                                                   |                                                                         | Van Heylerhofflaan 18                                            | 50° 50' 36" NB, 5° 41' 34" OL | 0935/2158             | Meer afbeeldingen                                                                       |
| Bronzen haan                                                                                               | 1958                                                                   | Maria Bratusch                                                          | Van Heylerhofflaan, Mgr. Nolenspark                              | 50° 50' 36" NB, 5° 41' 31" OL | 0935/2167             | Meer afbeeldingen                                                                       |
| Gietijzeren hekwerk van de Sint Servaasbrug                                                                | 19e eeuw                                                               |                                                                         | Verwerhoek                                                       | 50° 50' 46" NB, 5° 41' 21" OL | 0935/2170             | Meer afbeeldingen                                                                       |
| Voormalige kapel van het R.K. Weeshuis in neogotische stijl                                                | eind 19e eeuw                                                          | J. Kayser                                                               | Verwerhoek 30; kapel op achterterrein                            | 50° 50' 47" NB, 5° 41' 19" OL | 0935/2168             | Meer afbeeldingen                                                                       |
| Gebouwtje, ooit onderdeel van het R.K. Weeshuiscomplex, gebouwd tegen de eerste stadsmuur                  | vóór 1830                                                              |                                                                         | Verwerhoek 7                                                     | 50° 50' 46" NB, 5° 41' 21" OL | 0935/2169             | Meer afbeeldingen                                                                       |
| Voormalig industrieel gebouw                                                                               | circa 1800                                                             |                                                                         | Vijfkoppen 2                                                     | 50° 50' 42" NB, 5° 41' 41" OL | 0935/2176             | Meer afbeeldingen                                                                       |
| Hardstenen trap, resten balustrade van het Kanaal naar Luik, restant van de duiker van de Jeker (Bloodbak) |                                                                        |                                                                         | Vijfkoppen bij 2                                                 | 50° 50' 43" NB, 5° 41' 41" OL | 0935/2177             | Meer afbeeldingen                                                                       |
| Hoekpand in sobere, eclectische stijl                                                                      | 1859                                                                   |                                                                         | Witmakersstraat 1, 1ab                                           | 50° 50' 48" NB, 5° 41' 30" OL | 0935/2250             | Meer afbeeldingen                                                                       |
| Woonhuis                                                                                                   | circa 1850                                                             |                                                                         | Witmakersstraat 3                                                | 50° 50' 48" NB, 5° 41' 30" OL | 0935/2257             | Meer afbeeldingen                                                                       |
| Koetshuis, tuinmuur en tuinhuis en brug over de Jeker op achterterrein in eclectische stijl                | 1898                                                                   |                                                                         | achter Witmakersstraat 5bc                                       | 50° 50' 47" NB, 5° 41' 29" OL | 0935/2258             | Upload foto                                                                             |
| Achterhuis                                                                                                 | 17e eeuw                                                               |                                                                         | Witmakersstraat 9a; achterhuis van 9                             | 50° 50' 47" NB, 5° 41' 28" OL | 0935/2260             | Upload foto                                                                             |
| Woonhuis met lijstgevel                                                                                    | circa 1850                                                             |                                                                         | Witmakersstraat 13                                               | 50° 50' 48" NB, 5° 41' 27" OL | 0935/2251             | Meer afbeeldingen                                                                       |
| Achterhuis                                                                                                 | 17e eeuw                                                               |                                                                         | Witmakersstraat 13a; achter Witmakersstraat 11/13                | 50° 50' 47" NB, 5° 41' 28" OL | 0935/2252             | Upload foto                                                                             |
| Woonhuis met lijstgevel                                                                                    | late 18e eeuw (lijstgevel)                                             |                                                                         | Witmakersstraat 15                                               | 50° 50' 48" NB, 5° 41' 27" OL | 0935/2253             | Meer afbeeldingen                                                                       |
| Woonhuis met eclectische voorgevel                                                                         | 1902                                                                   |                                                                         | Witmakersstraat 17                                               | 50° 50' 48" NB, 5° 41' 27" OL | 0935/2255             | Meer afbeeldingen                                                                       |
| Woonhuis met eclectische voorgevel                                                                         | 1908                                                                   |                                                                         | Witmakersstraat 29, 29abcd                                       | 50° 50' 48" NB, 5° 41' 25" OL | 0935/2256             | Meer afbeeldingen                                                                       |